# 따라비오름
따라비오름(地祖岳)은 대한민국 제주특별자치도의 기생화산으로, 해발 342m, 높이 107m다. 위치는 제주특별자치도 서귀포시 표선면 가시리 산62번지 일대이다.

## 위치
따라비오름은 제주특별자치도 서귀포시 표선면 가시리에 위치한 측화산이다(고도：342m). 크고 작은 여러 개의 봉우리가 어우러진 형태로, 서로 부드러운 등성이로 연결되면서 원형분화구 안에 3개의 소형 화구를 갖는 특이한 화산체로, 오름 북쪽 사면으로는 말굽형으로 침식된 흔적이 남아 있다. 표고 342m, 비고 107m, 둘레 2,633m, 면적 448,111m2, 저경 855m 복합형의 원형, 말굽형으로 되어 있다.
따라비오름은 3개의 굼부리가 있는 것이 가장 큰 특징이다. 크고 작은 여러 개의 봉우리가 매끄러운 등성이로 연결되어 한 산체를 이룬다. 말굽형으로 열린 방향의 기슭쪽에는 구좌읍 '둔지오름'에서와 같은 이류구들이 있다. 이류구가 있는 것으로 보아 비교적 최근에 분출된 신선한 화산에 속하는 것으로 판단된다고 한다.

## 이류구
화산체가 형성된 후에 용암류가 분출, 화구륜의 일부가 파괴되어 말굽형을 이루게 용암의 흐름과 함께 이동된 이류(泥流)가 퇴적한 것 호칭이 여러개가 있고 그 어원에 대한 해석이 구구하다. 그래서 분화구를 이류구(泥流口)라고 부른다. 주위의 묘비에는 대개 지조악(地祖岳) 또는 지옹악(地翁岳)으로 표기돼 있고, 다라비(多羅肥)라는 것도 보이며, 한글로는 따라비라 적힌 것도 있다고 한다.

## 전해오는 이야기
따라비오름은 『탐라순력도』(교래대렵), 『해동지도』(제주삼현)에 '다라비악(多羅非岳)'이라 기재했다. 『탐라순력도』(한라장촉) 등에 '다라비(多羅非)'라 표기했다.
『제주군읍지』의 「제주지도」에는 '지조악(地祖岳)'이라 수록했다. 오름 동쪽에 모지오름이 이웃해 있어 마치 지아비, 지어미가 서로 따르는 모양이라서 '따라비'라 부른다는 설이 있고, 오름 가까이에 모지오름, 장자오름, 새끼 오름이 모여 있어서 가장(家長) 격이라 하여 '따애비'라 불리던 것이 '따래비'로 와전된 것이라고도 한다. 이 오름과 동쪽의 모지오름과는 시아버지와 며느리 형국이라 하여 '땅 하래비'라고 한다는 이야기가 전해지는데, 이를 한자로 표기한 것이 지조악(地祖岳)이다. 또한, '다라'는 고구려의 달(達)에서 온 것으로 높은 산의 뜻을 지닌다고 한다.
따라비는 모지오름(母子岳)에 이웃해 있어 마치 지아비, 지어미가 서로 따르는 모양에서 연유됐다고 한다. 따래비(땅하래비, 地祖岳)는 모지오름, 장자오름, 새끼오름이 모여 있어서 가장격이라하여 '따애비'라 불리던 것이 '따래비'로 와전된 것이라고 한다. 옛 지도에는 지조악이라는 것은 찾아볼 수 없고 다라비로 기록되어 있다고 전해진다.(가시리지(加時里誌, 1998년 참조)
따하래비는 모지오름과는 시아버지와 며느리의 형국이라는 데서 연유됐다고 한다. 따라비(多羅非, 地組岳)는 '다라비'가 원이름이고 고구려어에 어원을 둔다는 것이라고 한다. '다라'라는 말은 고구려어 '달을(達乙)' '달(達)'에서 온 것으로 '높다'는 뜻이고 '비'는 제주 산명에 쓰이는 '미'에 통하는 접미사로 다라비가 다라미로 즉, '높은 산'이라는 뜻이 되며 이 '다라비'가 '따라비'로 경음화한 것이 '따라하비'. '땅하라비'로 풀이되면서 지조악이라는 한자표기가 나오게 된 것이라고도 한다.

## 사진

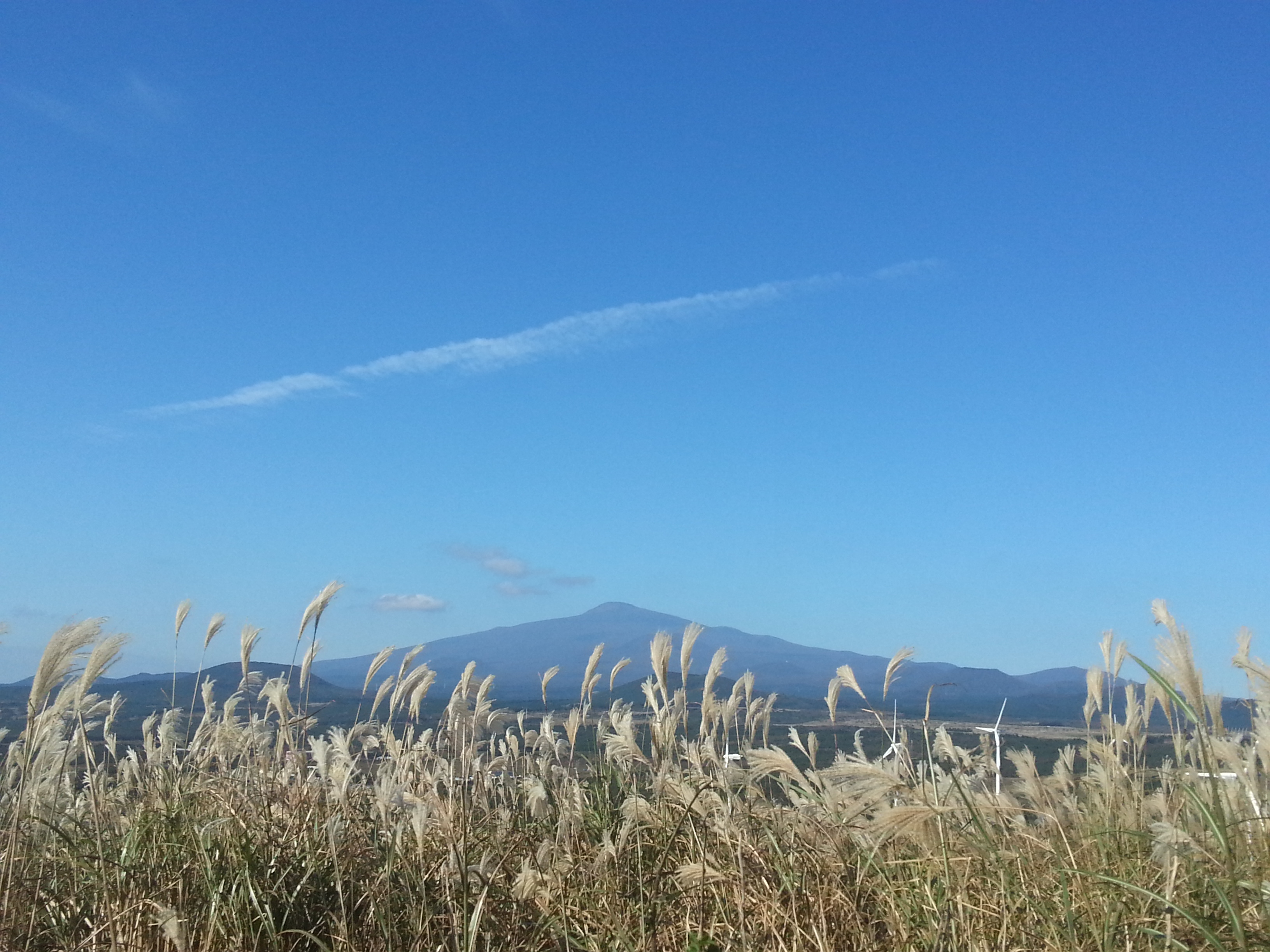
2014년
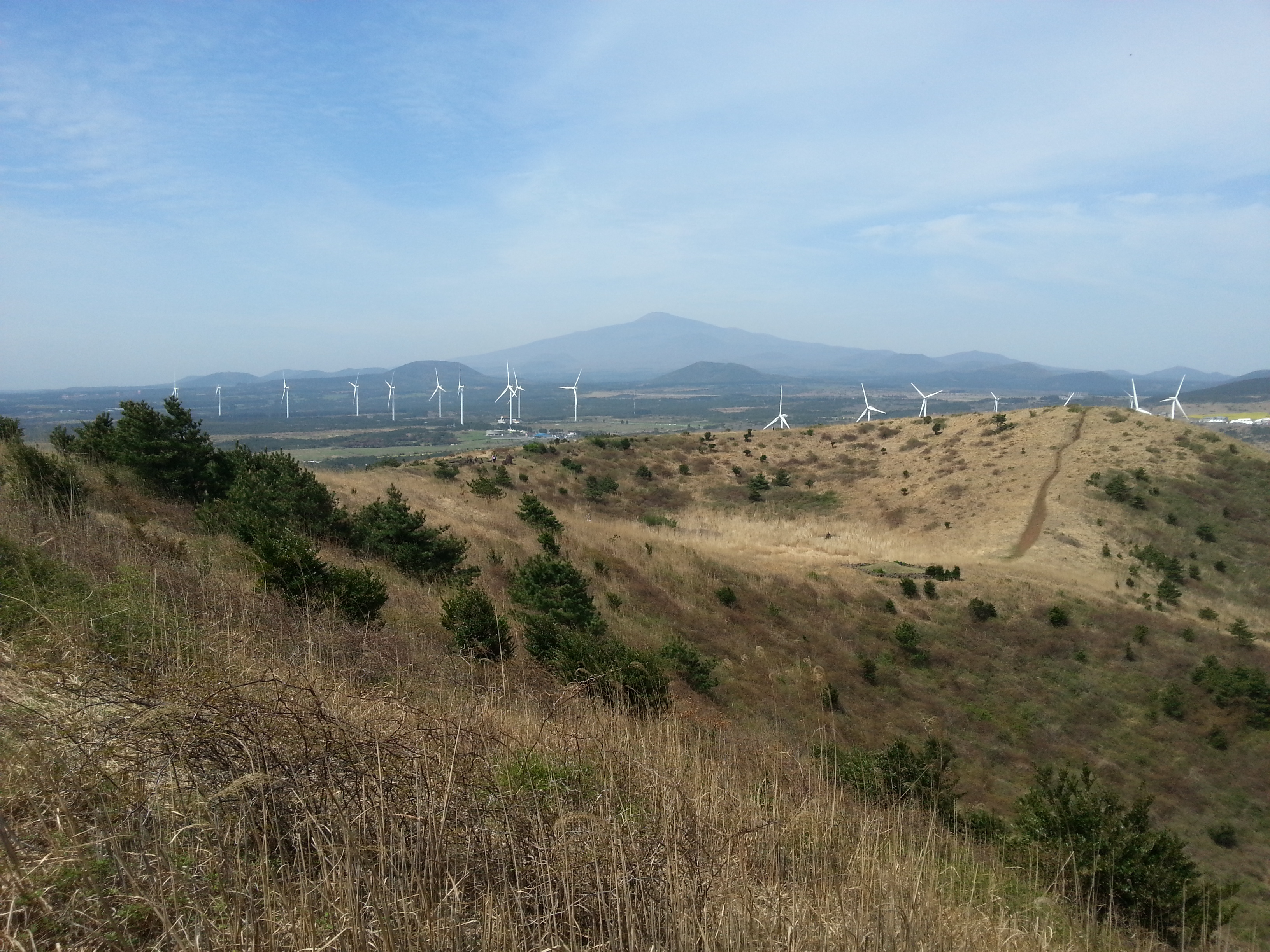
2016년

## 같이 보기
- 한국의 산
- 산방산
- 넙게오름